# Утримайся в сідлі
«Утримайся в сідлі» — радянський художній фільм 1987 року, знятий режисером Бакитом Карагуловим на кіностудії «Киргизфільм».

## Сюжет
Хлопчик Нурдін провів літні канікули в горах у діда-табунника. Він навчився їздити верхи, брав участь у стрибках, виявив сміливість, вирушивши з місцевими хлопцями в печеру за муміє, щоб вилікувати хворого товариша.

## У ролях
- Ізобар Дуйшеналієв — Нурдін
- Толкун Мандишев — Рискулбек
- Макіль Куланбаєв — дід-табунник
- Аліман Джангорозова — бабуся
- Нурлан Мамбетов — роль другого плану
- Чоробек Думанаєв — батько Рыскулбека
- Гульнара Абдикадирова — роль другого плану
- Т. Садиков — роль другого плану
- У. Джумагулов — роль другого плану
- Т. Джумагулов — роль другого плану
- Н. Джеенбеков — роль другого плану
- Н. Карагулова — роль другого плану
- Ш. Джунушалієв — роль другого плану
- А. Кадирбаєв — роль другого плану
- А. Токтосопієв — роль другого плану
- І. Туганбаєв — роль другого плану
- Дюйшен Байтобетов — роль другого плану
- Єрсаїн Телеубаєв — роль другого плану
- Токон Дайирбеков — роль другого плану
- М. Жанталієв — роль другого плану
- Дімаш Ахімов — Немат

## Знімальна група
- Режисер — Бакит Карагулов
- Сценарист — Туран Дуйсебаєв
- Оператор — Василь Соколов
- Композитор — Віктор Кісін
- Художники — Шибек Джекшенбаєв, Азім Торобеков